# Charles-Edouard Geisendorf

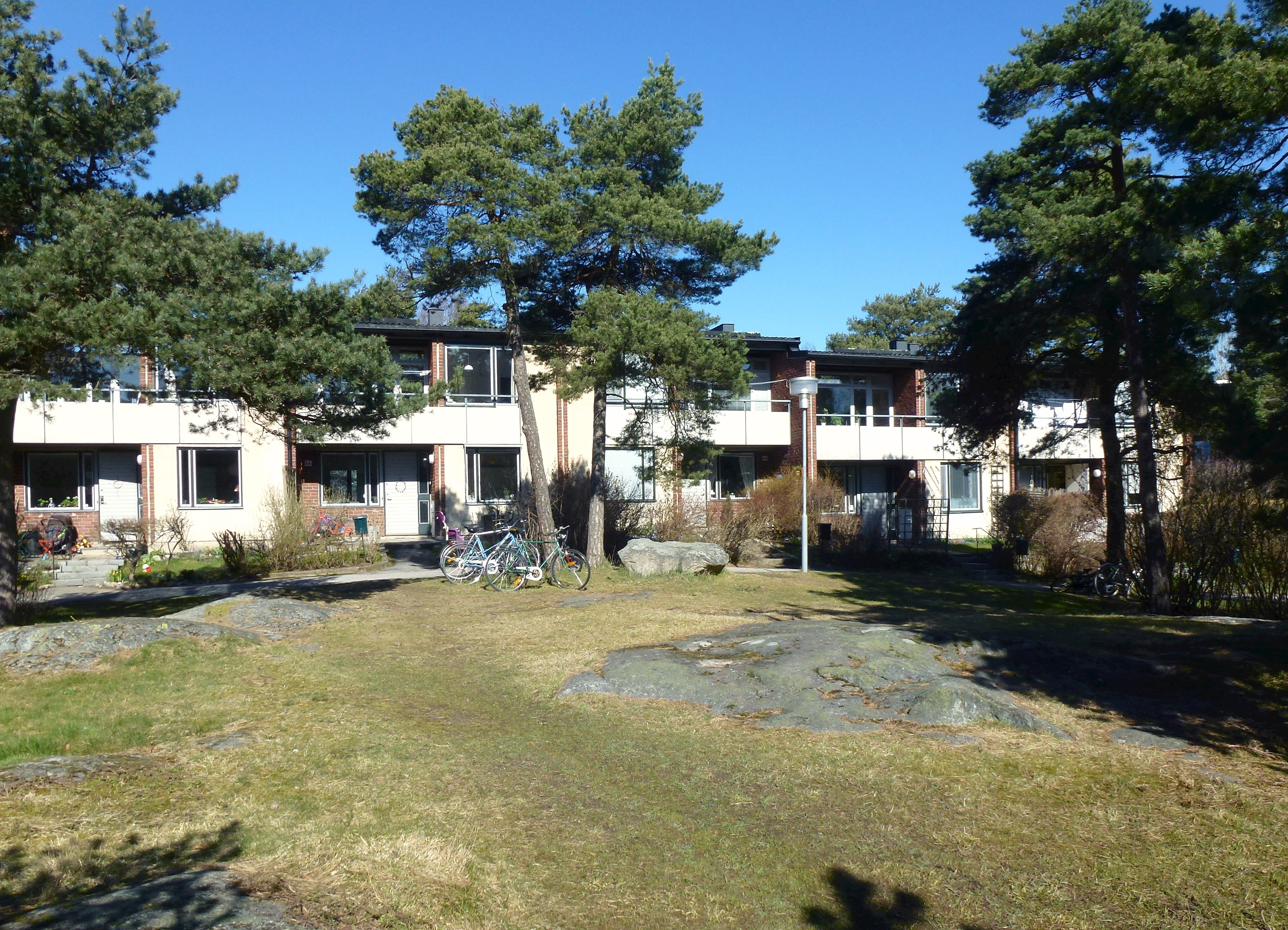
Reihenhaussiedlung Riksrådsvägen, Stockholm 1953–1956. Zustand 2014

Charles-Edouard Geisendorf (* 16. Juli 1913 in Lancy; † 9. Februar 1985 in Kairo) war ein Schweizer Architekt und Hochschullehrer an der ETH Zürich.

## Leben

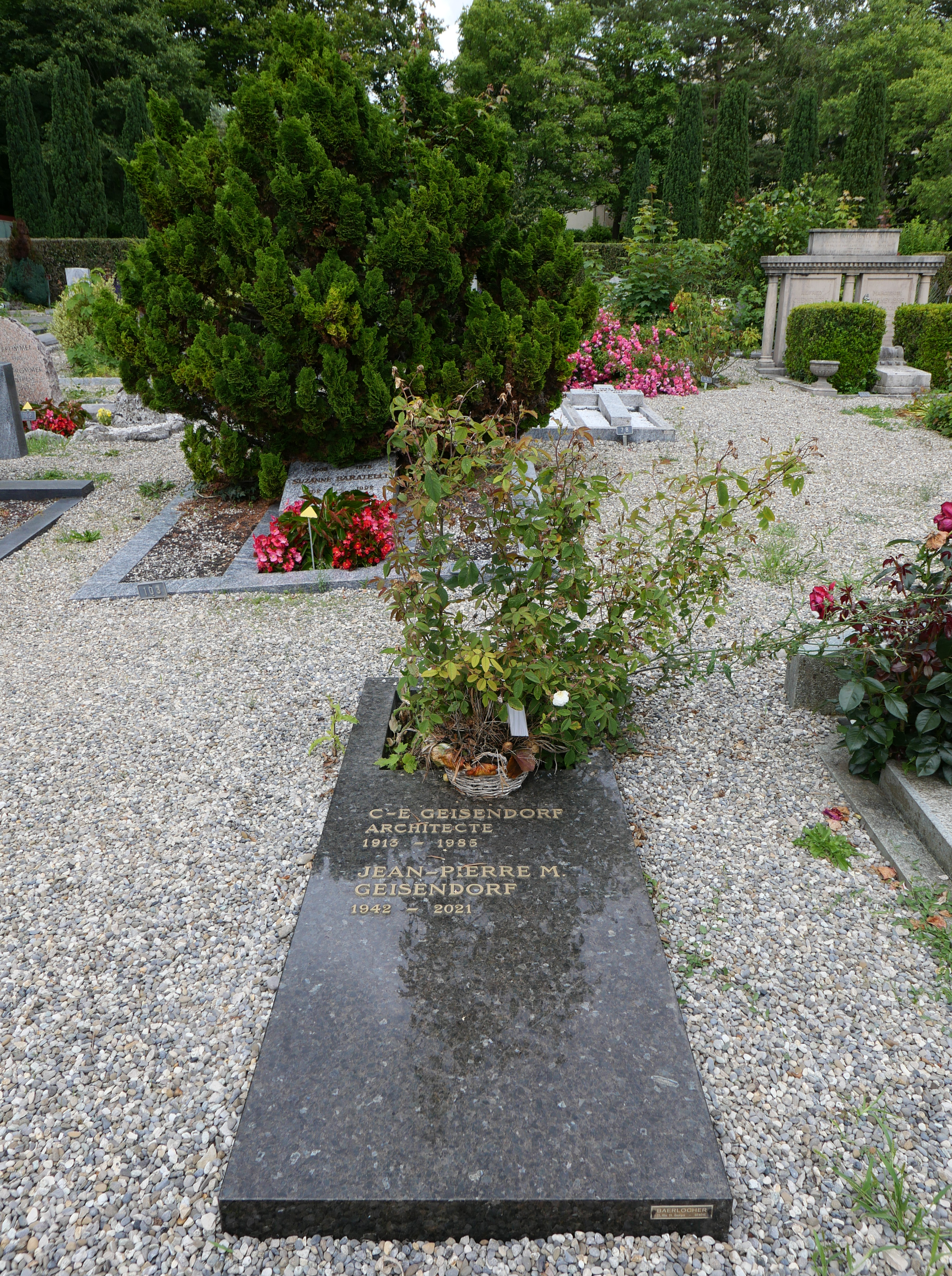
Das Grab im Jahr 2024

Geisendorf studierte bis 1939 an der ETH Architektur. Mit seiner Frau Léonie hatte er 1945 bis 1955 ein Architekturbüro in Stockholm, dort absolvierte er zudem ein Nachdiplomstudium als Stadtplaner. 1956 erhielt er an der ETH Zürich eine Professur für Entwerfen, die er bis zur Emeritierung 1980 behielt. Eines der ersten grossen Projekte nach seiner Rückkehr in die Schweiz war die Wohnsiedlung Birr, gemeinsam mit Robert Winkler. Dort sah der von Hans Marti ausgearbeitete Richtplan der ABB, die Ende der 1950er Jahre damit begonnen hatten, den Grossteil der Produktion in das Reusstal auf die grüne Wiese zu verlegen, zunächst eine Arbeiterstadt für 15'000 Einwohner vor, aus der schlussendlich die Siedlung mit 500 Wohneinheiten entstand, die eine Grossform bildet und zu damaligen Verhältnissen sehr gut ausgestattete Wohnungen anbot.
Für seine Hochschule plante er die in den 1960er und 1970er Jahren durchgeführte Erweiterung des Semperschen Hauptgebäudes von 1858, bei dem er das Äussere so gut als möglich unangetastet liess und dafür umfangreiche moderne Einbauten in die Innenhöfe setzte sowie mit der Polyterrasse einen gleichsam unten angelagerten Anbau schuf. Auch beim Umbau des Maschinenlabors der ETH, eines Gebäudes Otto Rudolf Salvisberg von 1935, ging er sorgsam mit dem Schlüsselbau der Zürcher Moderne um.
Geisendorf fand seine letzte Ruhestätte auf dem Neuen Friedhof von Cologny. Sein Sohn Jean Pierre (1942–2021) wurde an seiner Seite beigesetzt.

## Werke (Auswahl)
- mit Léonie Geisendorf: Riksrådsvägens radhusområde, Reihenhaussiedlung, Stockholm-Bagarmossen, 1953–1956.
- mit Robert Winkler: In den Wyden, Grosssiedlung, Birr-Lupfig, 1962–1967.
- ETH-Hauptgebäude, Umbau, 1965–1978.
- ETH-Maschinenlabor, Umbau, 1967–1970.

## Belege
1. ↑  Laut Historischem Lexikon der Schweiz geboren in Lancy, heimatberechtigt in Chancy. Das Architektenlexikon der Schweiz nennt als Geburtsort Chancey GE (sic!)
2. ↑  Hans Marti: Die städtebauliche Entwicklung im Birrfeld. In: Schweizerische Bauzeitung. Band 78, Nr. 8, 1960, S. 127 ff., doi:10.5169/seals-64841.
3. ↑  «Die Situation auf dem Arbeitsmarkt ist so angespannt, dass eine Fabrik auf dem Lande ihren Arbeitern nicht nur Geld, sondern auch eine komfortable städtische Wohnung anbieten muss. Es entstehen werkeigene Wohnungen auf einem Niveau, auf welchem die Spekulation nicht konkurrieren kann.» Brown-Boveri-Wohnsiedlung «In den Wyden» in Birr. In: Werk. Band 49, Nr. 3, 1962, S. 89 ff., doi:10.5169/seals-38396.

| Personendaten    | Personendaten                                             |
| ---------------- | --------------------------------------------------------- |
| NAME             | Geisendorf, Charles-Edouard                               |
| KURZBESCHREIBUNG | Schweizer Architekt und Hochschullehrer an der ETH Zürich |
| GEBURTSDATUM     | 16. Juli 1913                                             |
| GEBURTSORT       | Lancy                                                     |
| STERBEDATUM      | 9. Februar 1985                                           |
| STERBEORT        | Kairo                                                     |